# World Association of Theoretical and Computational Chemists
World Association of Theoretical and Computational Chemists（略：WATOC、日本語訳：理論化学者・計算化学者の世界協会）とは、「化学の理論的方法の開発と応用を奨励するために」、1982年に設立された理論化学・計算化学分野における最大規模の国際学会である。

## 歴史
元はWorld Association of Theoretical Organic Chemists（世界理論有機化学者協会）と呼ばれていたが、後にWorld Association of Theoretically Oriented Chemists（世界理論志向化学者協会）に改名、 2005年に再び改名され、現在の名称となった。

## 賞
- シュレーディンガー・メダル：「理論化学と計算化学で傑出した化学者」に授与される[3]
- ディラック・メダル：「40歳以下の、理論化学と計算化学で傑出した化学者に授与される[4]